# バンリク
『バンリク -BANG! BANG! REQUEST-』（バンリク バン! バン! リクエスト）は、四国地方の民放AMラジオ局3局で放送されている四国放送（JRTラジオ）制作のリクエスト番組である。制作局のJRTラジオでは2006年10月3日より放送を開始。番組のキャッチフレーズは『オールジャンル・リクエストタイム』。

## 放送時間
- 月曜から金曜 21:00 - 23:00（2016年4月 - ）
  - 水曜から金曜はナイター期間中（2017年以前は火曜日も）は中継延長の場合、最大で22:00スタートまで短縮あり。

### 過去の放送時間
- 放送開始 - 2007年3月　火曜から金曜 22:00 - 23:50
- 2007年4月 - 2008年9月　火曜から土曜 21:00 - 23:00
- 2008年10月 - 2011年3月 月曜 21:30 - 23:30　火曜から土曜 21:00 - 23:00
- 2011年4月 - 2012年3月 月曜から土曜 21:00 - 23:00
- 2012年4月 - 9月 月曜から金曜 21:00 - 23:00　土曜 20:55 - 23:00
- 2012年10月 - 2013年3月 月曜から土曜 21:00 - 23:00
- 2013年4月 - 2014年3月 月曜から金曜 21:00 - 23:00　土曜 20:00 - 22:00
- 2014年4月 - 9月 月曜から金曜 21:00 - 23:00　土曜 19:30 - 21:30
- 2014年10月 - 2016年3月 月曜から金曜 21:00 - 23:00　土曜 20:00 - 21:00

## 番組概要

### 『バンリク』放送開始の主な経緯
『DJ天国!クジラジオ』終了以降、四国放送ラジオ (JRT) ではニュース番組『ニュースワイド21 きょうの徳島』や事前収録分のローカル番組、他局・製作会社からの購入番組などでこの時間を編成していた。その中で、2006年のナイターイン期に放送された『ニュース&スポーツ きょうの徳島』がJRTのアナウンサー2名で進行していたことから、時間枠上においてこの番組を発展的解消させてワイド番組化したものである。

### 同局“史上初”「オールジャンルリクエスト番組」
『クジラジオ』の前番組であった『come on電リク! ミュージックパーティー』以来のこの時間帯のリクエスト番組であるが、この間の聴取年齢層の変化を考え、基本的に全てのジャンルのリクエストを受付ける「オールジャンルリクエスト番組」と銘打たれている。これまでJRTでは、若者向け・演歌・懐メロ・洋楽・アニソンなどのジャンルを分けたリクエスト番組は複数存在しているが、ジャンルを特定しないのはこの番組が初めてである。
リクエストは、原則放送開始1時間前、午後8時前までにメール・ファックスでリクエストを送る必要がある。ハガキでのリクエストも可。生放送中のリクエストは受け付けていない。

### 放送曜日拡大
初のナイターインとなった2007年4月から土曜日に、2008年10月から月曜日の放送開始

### 南海放送、西日本放送・高知放送にネット開始し四国4局ネットへ
2010年4月より初のネット局として南海放送が『BATTLE TALK RADIO アクセス』（TBSラジオ）終了に伴い火曜〜金曜のネットを開始した。
同年10月からは西日本放送・高知放送が『オールナイトニッポンGOLD』（ニッポン放送）を打ち切って月〜金のネットを開始し、四国地方の民放4局ネットとなった。またこれと同時に南海放送でも月曜のネットを開始した。

## 出演者

### 現在（2025年4月期 -）
全員が四国放送アナウンサーである。
- 月曜日：島川未有（- 2011年3月は土曜、2011年4月 - 2013年4月は金曜、2014年4月 - 2016年3月は火曜、2016年4月 - 2017年3月は木曜、2017年4月 - 2021年3月は水曜、2021年4月 - 2023年3月は火曜、2023年4月 - 2024年9月は毎週水曜、2024年10月 - 2025年3月は隔週水曜）
- 火曜日：石井隆智（2022年6月 - 2023年3月は木曜、2023年4月 - 2025年3月は月曜）
- 水曜日：野口七海（2019年4月 - 2020年3月は金曜、2020年4月 - 2022年3月は木曜、2022年4月 - 2023年3月は月曜、2023年4月 - 2024年9月は木曜、2024年10月 - 2025年3月は隔週水曜）
- 木曜日：外谷光（2022年6月 - 2023年3月は金曜、2023年4月 - 2025年3月は火曜）
- 金曜日：黒川麗海（2024年10月 - 2025年3月は木曜）

### 過去のレギュラー担当者
○印は担当時四国放送アナウンサー。
- 岡本和夫○(2006年10月 - 2008年3月、水曜担当)
- 山本夏子(2007年11月 - 2008年3月、火曜担当)
- 分林里佳○(2008年10月 - 2010年3月、月曜担当)
- 金山明子○(2008年4月 - 2010年3月、火・水曜担当)
- 戸村恵里(2007年11月 - 2011年3月、月曜から水曜担当)
- 清水宏香(2006年10月 - 2011年3月、 - 2007年9月までは火から金曜、それ以降は木から土曜担当)
- 渡辺理奈恵○(2010年4月 - 2011年3月、木曜担当)
- 井手麻実○(2010年4月 - 2011年3月、金曜担当)
- 村田千弥○(2011年4月 - 2012年3月、土曜担当)
- 森本真司○(2010年4月 - ) - 2011年3月までは火曜担当。2011年4月〜2012年3月14日の間は基本的にレギュラーゲストが出演。
- 浅野愉衣（2013年4月 - ） - 徳島在住のローカルタレント
- 八幡篤範○(2012年4月 - )  - 2014年4月から2015年3月まで木曜担当
- 夜(2014年4月 - )※徳島出身のシンガーソングライター
- emi※シンガーソングライター
- 中山千桂子○
- 清水幸二○
- 寺島啓太〇（2011年4月 - ）※2008年7月〜2010年3月まで金曜担当。2014年4月から2015年3月まで水曜担当
- 丹黑香奈子○※2015年7月から隔週金曜日担当
- 江間丈○（2017年 - 2021年3月22日）
- 戸田あゆみ○（2020年4月3日 - 2021年3月19日の隔週金曜担当）
- 大坪奈津子○（2020年2月13日、2020年4月24日 - 2021年3月26日の隔週金曜、2021年3月31日 - 2022年3月16日の水曜担当）
- 保岡栄二○ - 月一で土曜担当、不定期
- 遠藤貴巳○ - 主に金曜土曜

### 不定期
- 小玉晋平〇（2006年番組開始月 - 2021年3月23日、2021年4月以降は不定期）
- 福井和美○（2015年11月から不定期、2022年12月29日、2025年4月21日・7月24日）
- 豊成春子○（2021年4月 - 2022年3月の月曜、2022年4月 - 2023年3月の水曜、2023年4月 - 2025年3月の金曜、2025年5月14日・6月9日・7月22・28日）
- 宗我部英久○（2022年3月24日・12月30日、2023年5月3日・9月21日）
- 物部純子○（2022年4月15日、2023年1月16日）
- 榎本真也○（ - 2016年3月の金曜、2016年4月 - 2019年3月の月曜、2023年2月15日・9月26日、2025年6月30日・7月14日・8月18日）
- 宮下寧々○（2025年6月30日・8月18日）
- 氏師みなみ○（2025年7月14日）

## ネット局
| 放送対象地域 | 放送局            | 系列    | 放送時間                  | 注              |
| ------------ | ----------------- | ------- | ------------------------- | --------------- |
| 徳島県       | 四国放送（JRT）   | JRN/NRN | 月曜 - 金曜 21:00 - 23:00 | 制作局          |
| 香川県       | 西日本放送（RNC） | JRN/NRN | 月曜 - 金曜 21:00 - 23:00 | 2010年10月4日 - |
| 高知県       | 高知放送（RKC）   | JRN/NRN | 月曜 - 金曜 21:00 - 23:00 | 2010年10月4日 - |

- 土曜版は開始から終了までJRTローカルだった。
- 南海放送は2010年4月6日よりネット開始、9月までは火 - 金のみ。10月4日より月曜ネット開始（月曜ネット開始時は23:00飛び降り。2011年4月の時間変更により月曜もフルネット）。同局のみタイムテーブル上は『BANG! BANG! REQUEST』とのタイトル表記[1]だが、radikoの番組表では『四国は一つバンリク』となっている。2015年3月で月曜のみネット終了、2015年6月より木曜は22:30飛び降り。2015年9月25日打ち切り（自社制作番組「MOTTO!!」放送のため。1年後の2016年9月26日から文化放送『レコメン!』を冒頭から開始したため、ネット受けの相手が唯一在京局である局となった）

21:50 - 21:57の間は2013年4月1日より2016年3月25日までニッポン放送制作の『スポーツ伝説』を内包していた。2010年10月4日から2013年3月29日までは『サウンドトラベル』を内包（いずれも創価学会提供枠。ナイターシーズンについては最大延長をこの時間に合わせ、番組終了後21:57からバンリクをスタートさせていた）。
- 3局とも、TBSラジオ制作『アフター6ジャンクション』（2018年4月から2023年9月まで）の20時台をネットしていた時期の該当する曜日には、同番組の放送直後に当番組が編成されていた。なお高知放送は2025年4月より、後継番組の『アフター6ジャンクション2』の同時ネットを開始している。

### プロ野球日本シリーズ開催中の対応
- 2017年 高知放送が日本シリーズの中継を取りやめたため、日本シリーズ開催予定日は、開催有無や戦況にかかわらず22:00スタート（他の2局の開始時間によっては飛び乗り）となった。
- 2018年 制作局の四国放送も日本シリーズの中継を取りやめたため、番組自体はこの期間も21:00スタートとなり、残る日本シリーズ中継ネット局の西日本放送は戦況にかかわらず22:00飛び乗りとなる。
- 2019年 制作局の四国放送が日本シリーズの中継を復活させ、中継をネットしない高知放送、中継はネットするものの最大延長時間が異なった西日本放送向けに番組初の裏送りを実施。
- 2020年 制作局の四国放送とネット局の高知放送が日本シリーズ中継を放送しないため、同中継をネットした西日本放送では11月24日・25日の両日とも22:00に放送スタート（四国放送・高知放送は通常通り21時からバンリク放送開始）。このため該当日のバンリクでは、22時にバンリクのジングルを流した後、担当パーソナリティから「ここからは西日本放送をお聴きの方にもバンリクをお送りしていきます」という旨のアナウンスが行われた。
- 2021年も四国放送と高知放送は日本シリーズ中継を実施しないため、同中継をネットした西日本放送（以下、RNCラジオ）では第3・4・5戦開催日（火曜～木曜）の3日間とも22:00放送スタート（四国放送・高知放送は通常通り21時からバンリク放送開始）。前年同様、該当日のバンリクでは一旦22時で番組を区切ってバンリクのジングルを流したあと、各曜日のパーソナリティが「ここからはRNCラジオをお聴きのみなさんにもバンリクをお送りします」という旨のアナウンスを行った。なおRNCラジオでは、同シリーズ第4戦・第5戦については実際の試合中継が22時までに終了した[2]が、プロ野球レギュラーシーズンの時とは異なり、中継が終了したらCMを挟んですぐにバンリクのネット受けを始めるではなく、22時前までクッション番組「たかとりじゅんのスポーツジョッキー」を放送してからバンリクのネット受けを予定通り22時から開始した[3]。
- 2022年も日本シリーズをネット受けしない四国放送・高知放送は通常通り21時からバンリクスタート。日本シリーズ第3・4・5戦（火曜～木曜開催）をネット受けしたRNCラジオは22時飛び乗りとなった。ちなみのこの年の日本シリーズ「オリックス×東京ヤクルト」第3・4・5戦では、3試合ともRNCラジオでの放送打ち切り時刻となる21:56になっても試合が続いていたため、試合終了まで放送されることはなかった。
- 2023年も四国放送・高知放送は通常通り21時からバンリクスタート。日本シリーズ第3・4・5戦（火曜～木曜開催）をネット受けしたRNCラジオは22時飛び乗り。この年の「阪神×オリックス」RNCラジオでの放送は、第4・5戦は途中で打ち切り、第3戦は試合終了まではなんとか中継できた[4]が勝利チームインタビューは放送されなかった。なお、この2023年をもってRNCラジオでの日本シリーズ実況中継ネット受けは終了となり、 2024年からは日本シリーズ期間中であっても通常通りバンリクのネット受けを21時から始めている。